# Ћеханов
Ћеханов (пољ. Ciechanów) град је у Пољској у Војводству мазовском. По подацима из 2012. године број становника у месту је био 44 974.

## Становништво
| 2012.  |
| ------ |
| 44.974 |

## Партнерски градови
- Халденслебен
- Хмељницки